# Bera
Pour les articles homonymes, voir Bera (homonymie) et Vera.
Vera de Bidasoa, Vera
Bera, forme officielle en basque et espagnole, (autrefois Vera de Bidasoa en espagnol et Vera une forme usitée en France) est un village et une municipalité de la Communauté forale de Navarre, dans le Nord de l'Espagne.
Elle est située dans la zone bascophone de la province où la langue basque est coofficielle avec l'espagnol et à 68 km de sa capitale, Pampelune.
Bera est composé des quartiers suivants : Dornaku, Garaitarreta, Kaule, Suspela, Suspelttiki, Xantelerreka/Elzaurdia (Ibardin), Zalain, Zia, Altzate, Illekueta.

## Toponymie

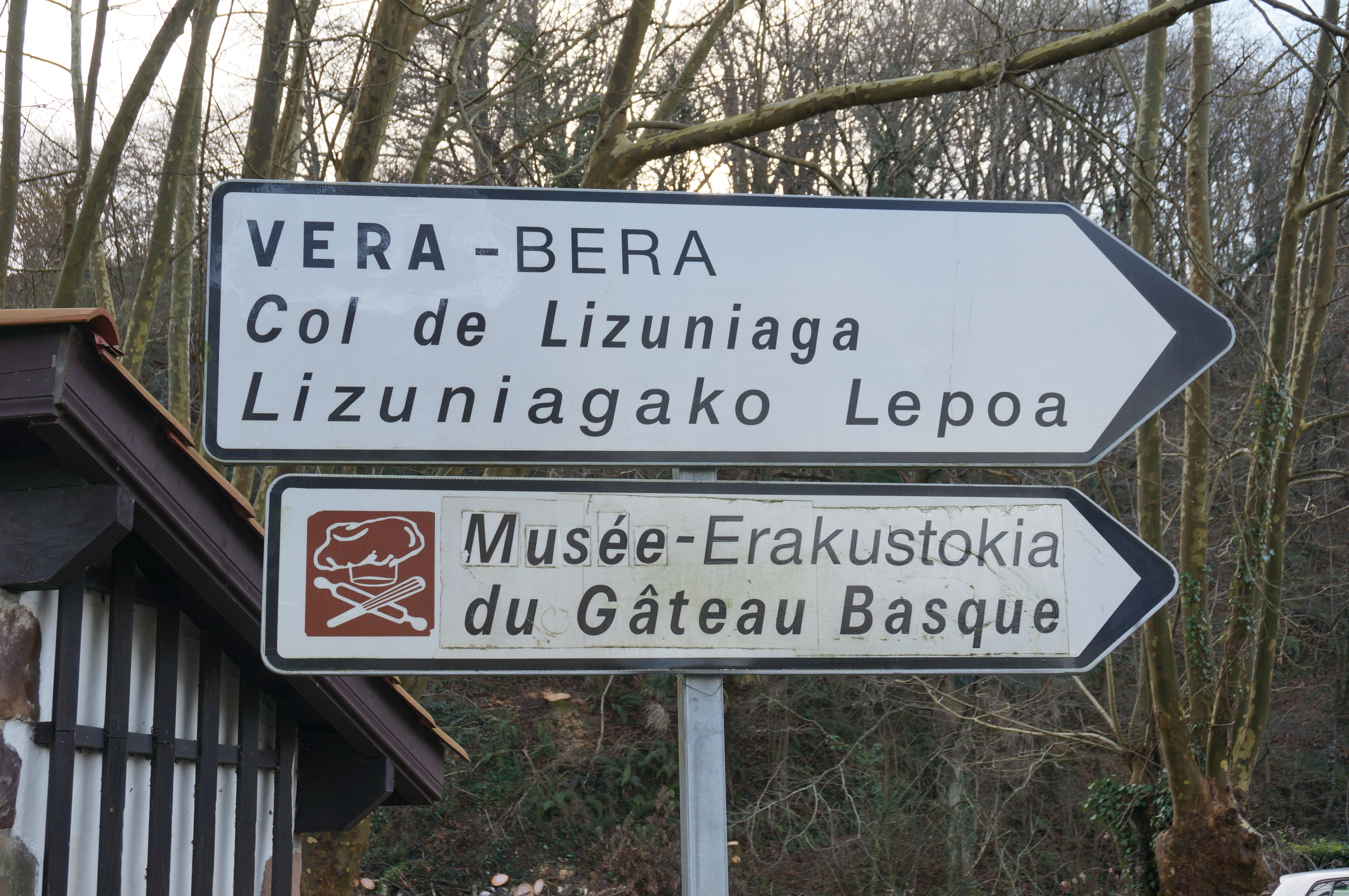
Panneaux de direction vers Vera, portant le nom usuel français et le nom en basque.

### Étymologie
Bera est le nom officiel en basque et Vera de Bidasoa en espagnol.
La précision, en espagnol de Bidasoa remonte au début du XXe siècle afin de la distinguer des villes ou villages homonymes. Deux villages homonymes existaient en Navarre et dans la province d'Almeria.

### Dénomination locale
La ville porte le nom de Bera en basque, et de Vera de Bidasoa en castillan. Ce dernier toponyme a été officiel de 1916 à 1989. Les deux noms ont été officiels jusqu'en 2009, date à laquelle seul le nom de Bera est officiel. Les noms de Bera et de Vera de Bidasoa sont utilisés dans leurs langues respectives.

### En français
En français coexistent les usages Bera et Vera, d'après la graphie historique castillane. La seconde est en usage relativement constant depuis le XIXe siècle. La seconde se retrouve dans des publications anciennes centrées sur la langue basque et sur des publications plus variées mais récente (2010), situation reflétant le changement de dénomination officielle de la ville en 2009.
À noter que la prononciation française du terme « Vera » ne recoupe ni celle en basque, ni celle en castillan.

## Géographie
Les communes limitrophes sont  Ascain, Biriatou, Etxalar, Irun, Lesaka, Sare et Urrugne.

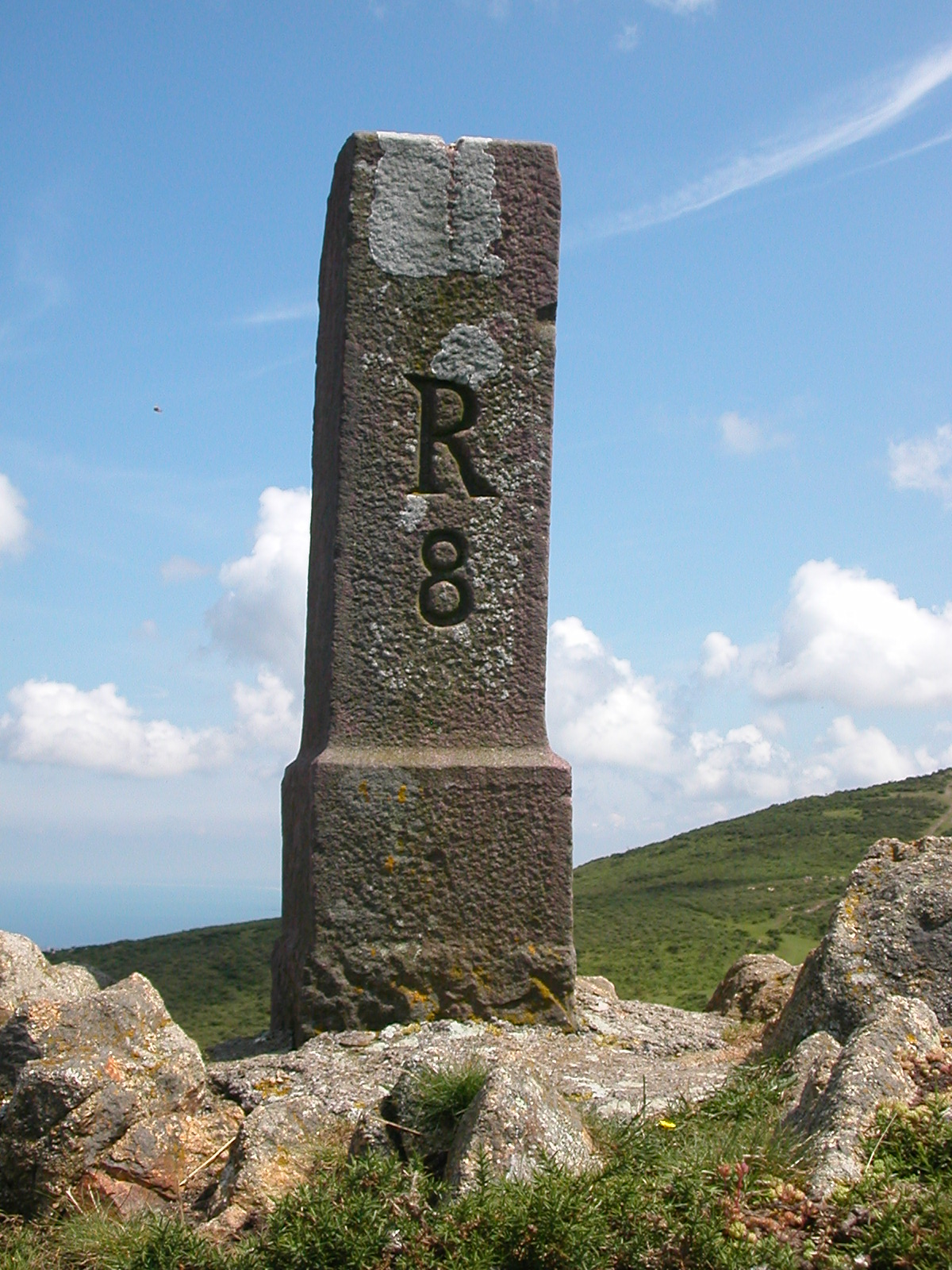
Borne n°8 marquant la frontière sur le territoire de la commune

La commune se trouve dans la vallée de la Bidassoa qui traverse le village dans sa partie ouest. La limite nord se trouve à la frontière franco-espagnole délimitée par des bornes élevées au XIXe siècle.

## Localités limitrophes
| Irun   | Biriatou Urrugne Ascain (France) | Ascain Sare (France) |
| Irun   | Bera                             | Sare (France)        |
| Lesaka | Etxalar Lesaka                   | Etxalar              |

## Division linguistique
En 2011, 62.6% de la population de Bera ayant 16 ans et plus avait le basque comme langue maternelle. La population totale située dans la zone bascophone en 2018, comprenant 64 municipalités dont Bera, était bilingue à 60.8%, à cela s'ajoute 10.7% de bilingues réceptifs.

### Droit
En accord avec Loi forale 18/1986 du 15 décembre sur le basque, la Navarre est linguistiquement divisée en trois zones. Cette municipalité fait partie de la zone bascophone où l'utilisation du basque est majoritaire. Le basque et le castillan sont utilisés dans l'administration publique, les médias, les manifestations culturelles et en éducation cependant l'usage courant du basque y est présent et encouragé le plus souvent.

## Patrimoine
- « Itzea », la maison familiale des Baroja, est située dans la ville[6].

## Personnalités liées à la commune

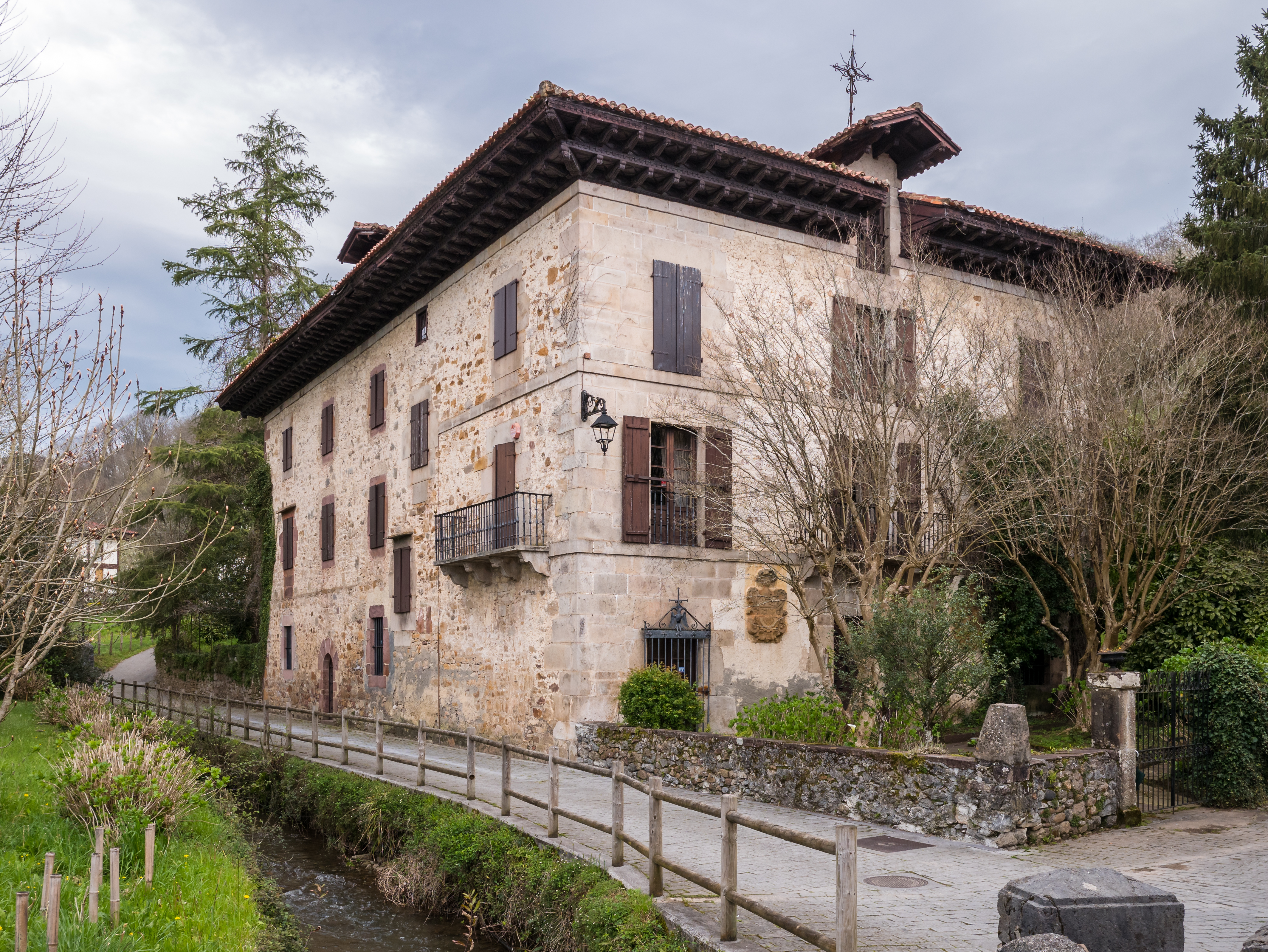
« Itzea », maison familiale de la dynastie Baroja, à Bera.

### La dynastie des Baroja
La famille Baroja est originaire de la ville. En font partie notamment Serafín Baroja (1840-1912), ingénieur, journaliste et auteur de La Marche de Saint-Sébastien, sa fille Carmen Baroja (1883-1950), ethnologue et écrivaine, ses fils Pío Baroja (1872-1956), écrivain et Ricardo Baroja (1871-1953), écrivain, sa bru Carmen Monné (1895-1959), peintre, ainsi que ses petits-fils et Julio Caro Baroja (1914-1995), universitaire et Pío Caro Baroja (1928-2015), cinéaste.

### Autres personnalités

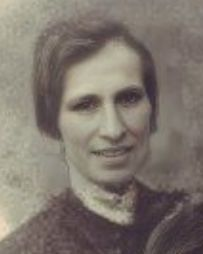
Frantxia Haltzuet (1908-1945), résistante de la Guerre d'Espagne et de la Seconde Guerre mondiale.

- Frantxia Haltzuet (1908-1945),  résistante de la Guerre d'Espagne et de la Seconde Guerre mondiale.
- Jon Bru (1977): cycliste professionnel.
- Juan Luis Pérez Mitxelena Petti: musicien de rock-folk.
- Genaro Celayeta (1954): ex-footballeur international.
- Juan Larramendi (1917-2005): peintre.
- Isidoro Fagoaga (1893-1976): ténor spécialisé en opéra wagneriana.
- Ignacio Errandonea (1886-1970): prêtre. Fondateur de la ESTE, actuel campus de Saint-Sébastien de l'Université de Deusto.
- Juan Errandonea (1917-1966): professeur d'université et éminence en langue sumérienne.
- Ignacio Larramendi (1874-1960): écrivain en langue basque.
- Joaquín Aldave (1893-1959): écrivain en langue basque.
- Román Dornacu (1878-1959): écrivain et lexicologue euskarien (du basque).